# Gare de Borgsdorf
 (décembre 2021).
Si vous disposez d'ouvrages ou d'articles de référence ou si vous connaissez des sites web de qualité traitant du thème abordé ici, merci de compléter l'article en donnant les références utiles à sa vérifiabilité et en les liant à la section « Notes et références ».
La gare de Borgsdorf est une gare ferroviaire à Hohen Neuendorf, dans le quartier de Borgsdorf, Land du Brandebourg.

## Situation ferroviaire
La gare se situe sur la ligne de Berlin à Stralsund, à quelques kilomètres au sud d'Oranienbourg, à 3 km des prochaines gares.

## Histoire
En juillet 1877, la ligne de Berlin à Stralsund ouvre. En septembre de la même année, un point d'arrêt est établi. Il y a initialement deux plates-formes latérales. Jusqu'en 1891, seuls les trains s'arrêtent en cas de besoin. Jusqu'en 1880-1881, ces besoins n'existent que pendant les horaires d'été. Le 4 octobre 1925, le tronçon qui traverse Borgsdorf est électrifié et relié à la S-Bahn. À partir de mai 1927, les trains s’arrêtent à Borgsdorf toutes les 20 minutes.
En 1939, il est prévu de placer la halte plus en profondeur, dans une tranchée. Mais la mise en œuvre de ce projet n'a pas lieu. Finalement, toute l'opération doit être interrompue fin avril 1945 en raison des dommages causés par la guerre.
Ce n'est qu'à partir du 18 août 1945 que les trains de banlieue électriques reprennent la voie. Entre la mi-juin et le mois d'août, des trains de remplacement à vapeur prennent le relais. La deuxième voie entre Borgsdof et Wilhelmsruh est démantelée, de sorte qu’entre Oranienburg et Borgsdorf, une seule voie est possible. Une deuxième nouvelle voie est remise en 1953.
En 1964, les deux plates-formes latérales sont remplacées par une plate-forme centrale. En outre, il y a aussi la tour de poste d'aiguillage pour les postes de block-système.

## Service des voyageurs

### Desserte
La gare est desservie par les trains de la ligne 1 du S-Bahn de Berlin, à raison d'un train toutes les vingt minutes, sauf le week-end lors du service de nuit où la gare est desservie par un train toutes les trente minutes.